# Hans Hartmann
Hans Hartmann (Schwabach, ... – ...; fl. XX secolo) è stato un ciclista su strada tedesco, specializzato nelle gare di lunga distanza tipiche della epoca eroica del ciclismo vinse la Vienna-Berlino, competizione di quasi seicento chilometri, nel 1911.
Concluse al terzo posto la prima edizione del Deutschland Tour nel 1911; anche suo fratello Thomas fu ciclista.

## Palmarès
- 1910 (Continental, due vittorie)

Vienna-Graz-Vienna
Rund um Spessart und Rhon
- 1911 (Continental, tre vittorie)

Vienna-Berlino
Rund um die Gletscher
Norimberga-Plauen-Norimberga
- 1912 (Individuale, una vittoria)

Berlino-Breslavia